# Dick Stockton
Dick Stockton (Charlottesville, 18 febbraio 1951) è un ex tennista statunitense ed attuale coach della squadra di tennis dell'Università della Virginia.
Nella sua carriera Stockton ha raggiunto l'ottava posizione del ranking mondiale. Negli Slam i suoi migliori risultati sono le semifinali raggiunte a Wimbledon nel 1974 e al Roland Garros nel 1978. In cinque occasioni ha fatto parte della squadra statunitense di Coppa Davis.

## Statistiche

### Singolare

#### Vittorie (8)
| N. | Data | Torneo                           | Superficie  | Avversario    | Punteggio               |
| 1. | 1974 | Atlanta Open, Atlanta            | Terra rossa | Jiří Hřebec   | 6–2, 6–1                |
| 2. | 1974 | Brisbane International, Adelaide | Erba        | Geoff Masters | 6–2, 6–3, 6–2           |
| 3. | 1975 | San Antonio WCT, San Antonio     | Cemento     | Stan Smith    | 7–5, 2–6, 7–6           |
| 4. | 1976 | Lagos Open, Lagos                | Terra rossa | Arthur Ashe   | 6–3, 6–2                |
| 5. | 1977 | U.S. Pro Indoor, Filadelfia      | Sintetico   | Jimmy Connors | 3–6, 6–4, 3–6, 6–1, 6–2 |
| 6. | 1977 | Toronto Indoor, Toronto          | Sintetico   | Jimmy Connors | 5–6, rit.               |
| 7. | 1977 | ATP Rotterdam, Rotterdam         | Sintetico   | Ilie Năstase  | 2–6, 6–3, 6–3           |
| 8. | 1978 | Little Rock Open, Little Rock    | Sintetico   | Hank Pfister  | 6–4, 3–5, rit.          |

#### Finali perse (10)
| N.  | Data | Torneo                                        | Superficie  | Avversario        | Punteggio          |
| 1.  | 1971 | Pennsylvania Lawn Tennis Championship, Merion | Cemento     | Clark Graebner    | 6–2, 6–4, 6–7, 7–5 |
| 2.  | 1973 | Miami Open, Miami                             | Cemento     | Rod Laver         | 7–6, 6–3, 7–5      |
| 3.  | 1974 | Carolinas International Tennis, Charlotte     | Terra rossa | Jeff Borowiak     | 6–4, 5–7, 7–6      |
| 4.  | 1975 | Colonial National Invitational, Fort Worth    | Cemento     | John Alexander    | 7–6, 4–6, 6–3      |
| 5.  | 1975 | Washington Indoor, Washington                 | Sintetico   | Mark Cox          | 6–2, 7–6           |
| 6.  | 1976 | Medibank International, Sydney                | Erba        | Tony Roche        | 6–3, 3–6, 6–3, 6–4 |
| 7.  | 1977 | WCT Finals, Dallas                            | Sintetico   | Jimmy Connors     | 6–7, 6–1, 6–4, 6–3 |
| 8.  | 1978 | ATP Birmingham, Birmingham                    | Sintetico   | Björn Borg        | 7–6, 7–5           |
| 9.  | 1978 | SAP Open, San Francisco                       | Sintetico   | John McEnroe      | 2–6, 7–6, 6–2      |
| 10. | 1981 | South Orange Open, South Orange               | Terra rossa | Shlomo Glickstein | 6–3, 5–7, 6–4      |